# Ute Geweniger

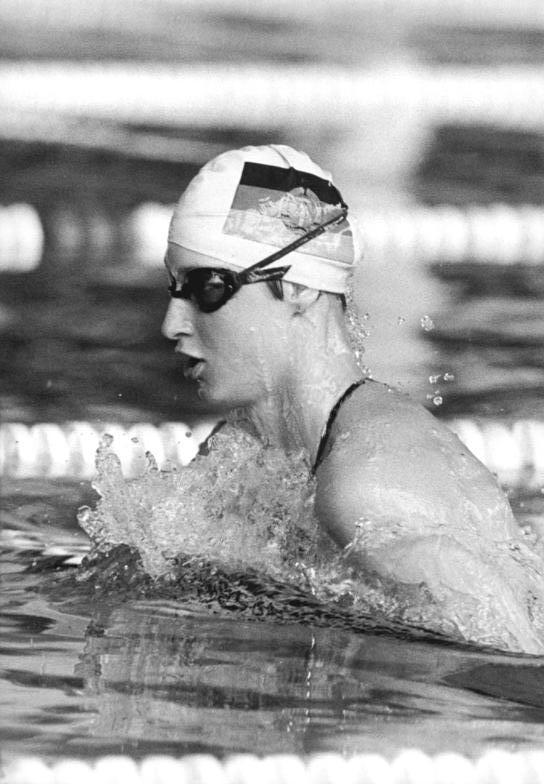
Participando en una competencia en 1982.

Ute Geweniger - (24 de febrero de 1964 en Karl-Marx-Stadt, actual Chemnitz, en la antigua República Democrática Alemana), es una nadadora alemana ganadora de dos medallas de oro en los Juegos Olímpicos de Moscú 1980 y que está considerada como una de las mejores bracistas de la historia.
Ute empezó a nadar siendo una niña en su ciudad natal en el Club SC Karl-Marx-Stadt. Pronto destacó por sus cualidades y un físico espectacular (media 1.82 m) que rápidamente dieron sus frutos. El 26 de mayo de 1980, pocas semanas antes de los Juegos Olímpicos y con solo 16 años batió el récord del mundo de los 100 metros braza con 1:10,20 en la ciudad de Magdeburgo, superando el récord anterior de la soviética Julia Bogdanova de 1978.
Siendo la gran favorita, consiguió el oro en los Juegos Olímpicos de Moscú 1980, donde volvió a batir su propio récord del mundo, y sumó además otra medalla de oro en los relevos 4 x 100 estilos, junto a sus compatriotas Rica Reinisch, Andrea Pollack y Caren Metschuck.
1981 sería otro gran año para ella. Antes de los Campeonatos de Europa que se celebrarían en la ciudad croata de Split, superó por dos veces su propio récord de los 100 m braza, y consiguió otro nuevo récord mundial esta vez en la prueba de 200 m estilos en Berlín Este con 2:11,73. Este récord fue especialmente importante pues se mantendría imbatido hasta 1992 cuando fue superado por la china Lin Li durante los Juegos de Barcelona. 
Una vez en los Campeonatos de Europa de Split, Ute ganó nada menos que cinco medallas de oro (100 m braza, 200 m braza, 100 m mariposa, 200 m estilos y relevos 4 x 100 estilos) además de una plata en 400 m estilos, superada por su compatriota Petra Schneider. Por si fuera poco en la prueba de 100 m braza volvió a rebajar su tope mundial por tercera vez en ese año hasta dejarlo en 1:08,60.
En 1982 se celebraron los Campeonatos Mundiales en Guayaquil, donde Ute Geweniger obtuvo dos medallas de oro (100 m braza y relevos 4 x 100 estilos), y dos de plata (200 m braza y 200 m estilos). El equipo de la RDA formado por Kristin Otto, Ute Geweniger, Ines Geissler y Birgit Meinecke batió asimismo la plusmarca mundial en la prueba de 4 x 100 estilos.
Los Campeonatos de Europa de Roma 1983 volvieron a ser un paseo para la campeona alemana, obteniendo cuatro medallas de oro (100 m braza, 200 m braza, 200 m estilos y relevos 4 x 100 estilos). Como guinda volvió a batir por quinta (y última) vez el récord mundial de los 100 m braza, dejándolo en 1:08,51, y el de relevos 4 x 100 estilos junto a Ina Kleber, Ines Geissler y Birgit Meinecke, dejándolo en 4:05,79.
Si la política no se hubiera metido por medio, es más que probable que Ute Geweniger hubiera sido una de las grandes triunfadoras en los Juegos Olímpicos de Los Ángeles 1984, pues era la mejor del mundo en ese momento. Sin embargo el boicot de los países del Este a la cita olímpica frustro su objetivo, y a la postre significó también las despedida de Ute de la natación. Tenía 20 años y no se vio con fuerzas para esperar cuatro años hasta la próxima olimpiada.
La carrera de Ute podía haber sido más brillante de haber asistido a la olimpiada de Los Ángeles, pero aun así sigue siendo sorprendente. En los cuatro años que van de 1980 a 1983, ganó dos oros olímpicos, dos títulos mundiales, nueve títulos europeos, y batió diez récords del mundo. A decir de los entendidos su técnica en la braza era insuperable, con una potencia asombrosa. 
Ute Geweniger probablemente fue, después de Kornelia Ender y de Kristin Otto, la nadadora de la RDA más destacada, en una época en la que este pequeño país de apenas 17 millones de habitantes dominaba absolutamente el panorama de la natación femenina mundial.
- Datos: Q240618
- Multimedia: Ute Geweniger / Q240618